# 1916年香港
|        | 香港歷史 \| 香港歷史年表                                                                                                   |
| 世紀： | 19世紀香港 \| 20世紀香港 \| 21世紀香港                                                                                     |
| 年代： | 1880年代香港 \| 1890年代香港 \| 1900年代香港 \| 1910年代香港 \| 1920年代香港 \| 1930年代香港 \| 1940年代香港               |
| 年份： | 1912年香港 \| 1913年香港 \| 1914年香港 \| 1915年香港 \| 1916年香港 \| 1917年香港 \| 1918年香港 \| 1919年香港 \| 1920年香港 |
| 紀年： | 丙辰年（龙年）、香港開埠75周年                                                                                             |

## 大事記
- 1月5日，福海公司「瑞豐輪」被30餘名盜賊洗劫一空。
- 2月2日晚，臨安輪與大貞丸輪在港北水域相撞，其中大貞丸在幾分鐘內完全沉沒，然而由於船長安排有方，即時放出所有救生艇，全船90餘人皆獲救無恙，臨安輪則受損嚴重並載着原有人員及獲救之大貞丸船長、船員、旅客等21人返港，駛入太古船塢修理。
- 3月28日，九廣鐵路尖沙咀總站落成啟用，取代位於現今星光行與尖沙咀天星碼頭公共運輸交匯處之間的臨時總站。
- 3月31日，日本商船「千代丸」在香港南部水域邊界以外的擔桿列島附近沉沒，全船乘客獲救。
- 6月17日，港府允許華人放鞭炮慶祝黎元洪就任中華民國大總統。
- 7月31日，廣東戰事再起，粵人大批逃港。
- 8月9日，香港後備警察俱樂部建成，港督梅含理主持開幕禮。
- 8月11日，香港華人基督教聯會籌設避難所於長沙灣，安置廣州難民400人。
- 8月22日，新任廣東省長朱慶瀾訪港。
- 9月12日，梅夫人婦女會主樓落成啟用。
- 11月6日，梅含理因公事離港，輔政司施勳署任港督。
- 11月8日，中華民國軍事將領李烈鈞到港。
- 12月17日，梅含理公務完畢，返港復任港督。
- 12月24日，香港大學舉行首屆畢業禮，港督兼校長梅含理親自頒發學位證書。
- 本年：
  - 爆發嚴重天花，錄得620多宗感染個案，其中470餘人喪生。[1]
  - 上水至新田道路完成。
  - 大埔道增建第4個濾水池。
  - 香港首支女童軍成立。
  - 《士蔑西報》被《南華早報》吞併。
  - 《小說晚報》及《中國新報》創刊。
  - 政府財政收入為1383萬港元，支出1108萬元。[2]
  - 總人口為71萬，其中外國人佔1.9萬。[2]

## 逝世人物
本年，李佩材（53歲），香港商人，發跡始於20世紀初，其家族為香港傳統「四大世家」之一，曾孫包括有李國寶、李國章及李國能等。